# V.League Division 1 2021-2022 (maschile)
La V.League Division 1 2021-2022, 55ª edizione della massima serie del campionato giapponese maschile di pallavolo, si è svolta dal 15 ottobre 2021 al 17 aprile 2022: al torneo hanno partecipato 10 squadre di club giapponesi e la vittoria finale è andata per la nona volta, la seconda consecutiva, ai Suntory Sunbirds.

## Regolamento

### Formula
La formula ha previsto:
- Regular season, che prevede quattro round-robin, per un totale di trentasei incontri per squadra: le prime tre classificate hanno avuto accesso ai play-off scudetto e le ultime due classificate hanno avuto accesso al Challenge match.
- Play-off scudetto, disputati con:
  - Semifinale, tra la seconda e la terza classifica in regular season, in gara unica e con la testa di serie più alta che parte in vantaggio 1-0 nella serie ed eventuale golden set in caso di vittoria della testa di serie più bassa.
  - Finale, tra la prima classificata in regular season e la vincitrice della semifinale, in gara unica e con la testa di serie più alta che parte in vantaggio 1-0 nella serie ed eventuale golden set in caso di vittoria della testa di serie più bassa.
- Challenge Match, che prevede incontri di andata e ritorno tra la nona e la decima classificata di V.League Division 1 e le prime due classificate di V.League Division 2, abbinate con il metodo della serpentina.

A causa del diffondersi della pandemia di COVID-19 in Giappone, alcuni incontri di regular season sono stati cancellati e non più disputati, pertanto la classifica di regular season è stata determinata dalla ratio degli incontri vinti di ciascuna squadra.

### Criteri di classifica
Se il risultato finale è stato di 3-0 o 3-1 sono stati assegnati 3 punti alla squadra vincente e 0 a quella sconfitta, se il risultato finale è stato di 3-2 sono stati assegnati 2 punti alla squadra vincente e 1 a quella sconfitta. L'ordine del posizionamento in classifica è stato definito in base a:
- Numero di partite vinte;
- Punti;
- Ratio dei set vinti/persi;
- Ratio dei punti realizzati/subiti.

## Squadre Partecipanti
Al campionato di V.League Division 1 2021-2022 partecipano 10 squadre di club giapponesi.
| Club                  | Stagione | Città     | Impianto                        | Stagione precedente        |
| --------------------- | -------- | --------- | ------------------------------- | -------------------------- |
| FC Tokyo              | dettagli | Tokyo     | Tokyo Gas Gymnasium             | 8ª in V.League Division 1  |
| JTEKT Stings          | dettagli | Kariya    | Kariya City Gymnasium           | 4ª in V.League Division 1  |
| JT Thunders Hiroshima | dettagli | Hiroshima | Nekoda Memorial Gymnasium       | 6ª in V.League Division 1  |
| Nagano Tridents       | dettagli | Takamori  | Matsumoto City Gymnasium        | 9ª in V.League Division 1  |
| Oita Weisse Adler     | dettagli | Ōita      | Oita Factory Gymnasium          | 10ª in V.League Division 1 |
| Panasonic Panthers    | dettagli | Hirakata  | Panasonic Arena                 | 2ª in V.League Division 1  |
| Sakai Blazers         | dettagli | Sakai     | Kanaoka Park Gymnasium          | 7ª in V.League Division 1  |
| Suntory Sunbirds      | dettagli | Minō      | Suntory Training Center         | Campioni del Giappone      |
| Toray Arrows          | dettagli | Mishima   | Mishima Citizen Gymnasium       | 5ª in V.League Division 1  |
| WolfDogs Nagoya       | dettagli | Inazawa   | Toyoda Gosei Memorial Gymnasium | 3ª in V.League Division 1  |

## Torneo

### Regular season

#### Risultati
| Risultati |                                            |     |                                   |
|           |                                            |     |                                   |
| 15-10     | JTEKT Stings - JT Thunders Hiroshima       | 1-3 | 18-25, 19-25, 25-20, 19-25        |
| 15-10     | Nagano Tridents - Toray Arrows             | 1-3 | 22-25, 25-18, 16-25, 19-25        |
| 16-10     | Sakai Blazers - Oita Weisse Adler          | 1-3 | 19-25, 20-25, 25-21, 26-28        |
| 16-10     | Suntory Sunbirds - FC Tokyo                | 3-2 | 26-24, 25-22, 23-25, 21-25, 15-11 |
| 16-10     | Panasonic Panthers - WolfDogs Nagoya       | 2-3 | 25-21, 22-25, 25-22, 23-25, 17-19 |
| 16-10     | Nagano Tridents - Toray Arrows             | 0-3 | 17-25, 21-25, 22-25               |
| 16-10     | JTEKT Stings - JT Thunders Hiroshima       | 3-2 | 25-23, 26-24, 20-25, 20-25, 15-11 |
| 17-10     | Sakai Blazers - Oita Weisse Adler          | 3-0 | 25-18, 25-18, 25-18               |
| 17-10     | Suntory Sunbirds - FC Tokyo                | 3-2 | 23-25, 23-25, 25-20, 29-27, 15-12 |
| 17-10     | Panasonic Panthers - WolfDogs Nagoya       | 3-1 | 25-18, 25-20, 22-25, 25-15        |
| 22-10     | Toray Arrows - Sakai Blazers               | 0-3 | 21-25, 18-25, 20-25               |
| 23-10     | WolfDogs Nagoya - Oita Weisse Adler        | 3-1 | 25-21, 16-25, 25-22, 25-20        |
| 23-10     | JT Thunders Hiroshima - Suntory Sunbirds   | 1-3 | 22-25, 22-25, 25-23, 28-30        |
| 23-10     | Panasonic Panthers - Nagano Tridents       | 3-0 | 25-23, 25-21, 25-15               |
| 23-10     | Toray Arrows - Sakai Blazers               | 2-3 | 27-25, 17-25, 13-25, 25-23, 6-15  |
| 23-10     | JTEKT Stings - FC Tokyo                    | 3-0 | 25-17, 25-19, 25-19               |
| 24-10     | JT Thunders Hiroshima - Suntory Sunbirds   | 3-0 | 25-20, 25-17, 25-21               |
| 24-10     | Panasonic Panthers - Nagano Tridents       | 3-0 | 25-19, 25-23, 25-21               |
| 24-10     | WolfDogs Nagoya - Oita Weisse Adler        | 3-0 | 25-23, 25-23, 25-22               |
| 24-10     | JTEKT Stings - FC Tokyo                    | 3-2 | 25-17, 22-25, 23-25, 27-25, 15-11 |
| 30-10     | Sakai Blazers - Nagano Tridents            | 3-1 | 23-25, 26-24, 31-29, 25-20        |
| 30-10     | WolfDogs Nagoya - FC Tokyo                 | 3-0 | 25-15, 25-23, 29-27               |
| 30-10     | JT Thunders Hiroshima - Panasonic Panthers | 1-3 | 25-23, 20-25, 20-25, 18-25        |
| 30-10     | Oita Weisse Adler - Toray Arrows           | 1-3 | 26-24, 21-25, 16-25, 21-25        |
| 30-10     | Suntory Sunbirds - JTEKT Stings            | 3-2 | 21-25, 25-14, 25-19, 23-25, 15-12 |
| 31-10     | Sakai Blazers - Nagano Tridents            | 3-1 | 32-30, 25-19, 21-25, 25-17        |
| 31-10     | JT Thunders Hiroshima - Panasonic Panthers | 0-3 | 21-25, 21-25, 23-25               |
| 31-10     | WolfDogs Nagoya - FC Tokyo                 | 3-1 | 26-24, 25-23, 23-25, 25-21        |
| 31-10     | Oita Weisse Adler - Toray Arrows           | 1-3 | 17-25, 18-25, 25-22, 16-25        |
| 31-10     | Suntory Sunbirds - JTEKT Stings            | 3-0 | 25-20, 25-17, 25-16               |
| 05-11     | Oita Weisse Adler - FC Tokyo               | 0-3 | 17-25, 18-25, 22-25               |
| 05-11     | Nagano Tridents - WolfDogs Nagoya          | 0-3 | 17-25, 17-25, 13-25               |
| 06-11     | Toray Arrows - Suntory Sunbirds            | 3-0 | 26-24, 25-12, 25-14               |
| 06-11     | Sakai Blazers - JT Thunders Hiroshima      | 3-0 | 25-18, 27-25, 28-26               |
| 06-11     | JTEKT Stings - Panasonic Panthers          | 3-2 | 21-25, 25-19, 25-17, 25-27, 15-8  |
| 06-11     | Oita Weisse Adler - FC Tokyo               | 0-3 | 18-25, 20-25, 23-25               |
| 06-11     | Nagano Tridents - WolfDogs Nagoya          | 1-3 | 19-25, 21-25, 25-16, 20-25        |
| 07-11     | Toray Arrows - Suntory Sunbirds            | 2-3 | 22-25, 25-17, 25-20, 20-25, 12-15 |
| 07-11     | Sakai Blazers - JT Thunders Hiroshima      | 3-1 | 30-28, 25-18, 23-25, 25-16        |
| 07-11     | JTEKT Stings - Panasonic Panthers          | 3-1 | 25-16, 19-25, 25-16, 25-19        |
| 12-11     | FC Tokyo - JT Thunders Hiroshima           | 1-3 | 25-27, 15-25, 28-26, 20-25        |
| 13-11     | Nagano Tridents - Suntory Sunbirds         | 1-3 | 20-25, 25-20, 21-25, 15-25        |
| 13-11     | WolfDogs Nagoya - Toray Arrows             | 0-3 | 21-25, 20-25, 20-25               |
| 13-11     | Panasonic Panthers - Sakai Blazers         | 3-1 | 26-28, 25-14, 25-19, 25-21        |
| 13-11     | FC Tokyo - JT Thunders Hiroshima           | 3-1 | 25-21, 25-18, 24-26, 25-17        |
| 14-11     | Nagano Tridents - Suntory Sunbirds         | 0-3 | 12-25, 22-25, 15-25               |
| 14-11     | WolfDogs Nagoya - Toray Arrows             | 1-3 | 20-25, 25-20, 22-25, 19-25        |
| 14-11     | Panasonic Panthers - Sakai Blazers         | 0-3 | 24-26, 15-25, 31-33               |
| 20-11     | JTEKT Stings - Oita Weisse Adler           | 2-3 | 23-25, 25-11, 25-12, 22-25, 13-15 |
| 21-11     | JTEKT Stings - Oita Weisse Adler           | 3-0 | 25-18, 28-26, 25-18               |
| 27-11     | Sakai Blazers - WolfDogs Nagoya            | 3-1 | 25-20, 25-16, 17-25, 25-21        |
| 27-11     | Suntory Sunbirds - Panasonic Panthers      | 0-3 | 13-25, 17-25, 21-25               |
| 27-11     | Oita Weisse Adler - JT Thunders Hiroshima  | 0-3 | 19-25, 26-28, 28-30               |
| 27-11     | Toray Arrows - FC Tokyo                    | 3-0 | 25-20, 25-21, 25-18               |
| 27-11     | Nagano Tridents - JTEKT Stings             | 1-3 | 20-25, 25-21, 19-25, 22-25        |
| 28-11     | Sakai Blazers - WolfDogs Nagoya            | 3-1 | 19-25, 25-17, 27-25, 25-18        |
| 28-11     | Suntory Sunbirds - Panasonic Panthers      | 2-3 | 17-25, 25-23, 21-25, 25-15, 19-21 |
| 28-11     | Oita Weisse Adler - JT Thunders Hiroshima  | 0-3 | 16-25, 17-25, 15-25               |
| 28-11     | Toray Arrows - FC Tokyo                    | 3-0 | 25-13, 25-21, 25-20               |
| 28-11     | Nagano Tridents - JTEKT Stings             | 0-3 | 14-25, 20-25, 15-25               |
| 03-12     | JTEKT Stings - WolfDogs Nagoya             | 1-3 | 17-25, 18-25, 25-21, 23-25        |
| 04-12     | Toray Arrows - Panasonic Panthers          | 3-1 | 25-21, 23-25, 29-27, 27-25        |
| 04-12     | Suntory Sunbirds - Oita Weisse Adler       | 3-2 | 25-20, 25-27, 25-27, 25-18, 15-12 |
| 04-12     | JT Thunders Hiroshima - Nagano Tridents    | 3-0 | 25-19, 25-15, 25-16               |
| 04-12     | FC Tokyo - Sakai Blazers                   | 3-1 | 25-17, 25-20, 15-25, 25-19        |
| 05-12     | Toray Arrows - Panasonic Panthers          | 3-1 | 25-22, 25-22, 23-25, 25-23        |
| 05-12     | Suntory Sunbirds - Oita Weisse Adler       | 3-1 | 21-25, 25-17, 25-23, 25-14        |
| 05-12     | JT Thunders Hiroshima - Nagano Tridents    | 3-0 | 25-16, 25-18, 25-21               |
| 05-12     | JTEKT Stings - WolfDogs Nagoya             | 2-3 | 25-22, 25-17, 21-25, 20-25, 9-15  |
| 05-12     | FC Tokyo - Sakai Blazers                   | 1-3 | 23-25, 15-25, 26-24, 19-25        |
| 08-01     | Suntory Sunbirds - WolfDogs Nagoya         | 3-2 | 25-23, 23-25, 25-19, 23-25, 15-13 |
| 08-01     | JTEKT Stings - Sakai Blazers               | 0-3 | 17-25, 21-25, 22-25               |
| 08-01     | Panasonic Panthers - FC Tokyo              | 3-0 | 25-18, 25-18, 25-17               |
| 08-01     | Oita Weisse Adler - Nagano Tridents        | 2-3 | 34-36, 25-20, 25-16, 23-25, 13-15 |
| 08-01     | JT Thunders Hiroshima - Toray Arrows       | 3-2 | 25-14, 23-25, 25-21, 22-25, 15-10 |
| 09-01     | JT Thunders Hiroshima - Toray Arrows       | 2-3 | 23-25, 26-24, 16-25, 25-15, 9-15  |
| 09-01     | JTEKT Stings - Sakai Blazers               | 0-3 | 18-25, 21-25, 18-25               |
| 09-01     | Oita Weisse Adler - Nagano Tridents        | 3-2 | 23-25, 26-28, 25-20, 25-16, 16-14 |
| 09-01     | Panasonic Panthers - FC Tokyo              | 3-1 | 25-18, 22-25, 25-17, 25-17        |
| 09-01     | Suntory Sunbirds - WolfDogs Nagoya         | 1-3 | 25-23, 20-25, 18-25, 20-25        |
| 15-01     | Sakai Blazers - Suntory Sunbirds           | 0-3 | 23-25, 16-25, 23-25               |
| 15-01     | FC Tokyo - Nagano Tridents                 | 3-1 | 26-24, 25-14, 22-25, 25-14        |
| 15-01     | Panasonic Panthers - Oita Weisse Adler     | 2-3 | 33-35, 25-21, 24-26, 25-18, 14-16 |
| 15-01     | JTEKT Stings - Toray Arrows                | 1-3 | 25-21, 22-25, 19-25, 25-27        |
| 16-01     | Sakai Blazers - Suntory Sunbirds           | 0-3 | 17-25, 23-25, 18-25               |

| Risultati |                                            |     |                                   |
|           |                                            |     |                                   |
| 16-01     | Panasonic Panthers - Oita Weisse Adler     | 3-0 | 25-18, 25-21, 25-13               |
| 16-01     | FC Tokyo - Nagano Tridents                 | 3-0 | 25-22, 25-16, 25-16               |
| 16-01     | JTEKT Stings - Toray Arrows                | 3-1 | 19-25, 25-22, 25-20, 25-22        |
| 22-01     | Toray Arrows - Nagano Tridents             | 3-1 | 20-25, 25-17, 25-9, 25-11         |
| 22-01     | JT Thunders Hiroshima - JTEKT Stings       | 2-3 | 25-23, 25-23, 33-35, 22-25, 10-15 |
| 22-01     | FC Tokyo - Suntory Sunbirds                | 0-3 | 19-25, 19-25, 17-25               |
| 22-01     | Oita Weisse Adler - Sakai Blazers          | 0-3 | 20-25, 23-25, 19-25               |
| 23-01     | Toray Arrows - Nagano Tridents             | 3-0 | 25-21, 25-20, 25-20               |
| 23-01     | JT Thunders Hiroshima - JTEKT Stings       | 0-3 | 22-25, 23-25, 19-25               |
| 23-01     | FC Tokyo - Suntory Sunbirds                | 0-3 | 34-36, 18-25, 15-25               |
| 23-01     | Oita Weisse Adler - Sakai Blazers          | 0-3 | 21-25, 22-25, 19-25               |
| 29-01     | Suntory Sunbirds - JT Thunders Hiroshima   | 3-2 | 23-25, 26-24, 15-25, 26-24, 15-11 |
| 29-01     | JTEKT Stings - FC Tokyo                    | 3-0 | 25-17, 25-12, 25-19               |
| 29-01     | Sakai Blazers - Toray Arrows               | 3-0 | 25-17, 25-17, 25-21               |
| 29-01     | Nagano Tridents - Panasonic Panthers       | 2-3 | 25-22, 18-25, 25-20, 17-25, 5-15  |
| 29-01     | Oita Weisse Adler - WolfDogs Nagoya        | 3-2 | 18-25, 23-25, 30-28, 26-24, 15-13 |
| 30-01     | Suntory Sunbirds - JT Thunders Hiroshima   | 3-0 | 27-25, 25-15, 25-21               |
| 30-01     | JTEKT Stings - FC Tokyo                    | 3-0 | 25-22, 25-10, 26-24               |
| 30-01     | Oita Weisse Adler - WolfDogs Nagoya        | 0-3 | 20-25, 18-25, 20-25               |
| 30-01     | Sakai Blazers - Toray Arrows               | 2-3 | 23-25, 25-21, 20-25, 25-21, 10-15 |
| 30-01     | Nagano Tridents - Panasonic Panthers       | 1-3 | 20-25, 22-25, 28-26, 20-25        |
| 05-02     | Suntory Sunbirds - Toray Arrows            | 3-0 | 25-22, 25-20, 25-21               |
| 05-02     | WolfDogs Nagoya - Nagano Tridents          | 3-1 | 25-23, 21-25, 25-21, 25-23        |
| 05-02     | Panasonic Panthers - JTEKT Stings          | 3-0 | 25-23, 25-15, 25-17               |
| 05-02     | JT Thunders Hiroshima - Sakai Blazers      | 3-0 | 26-24, 25-22, 25-22               |
| 05-02     | FC Tokyo - Oita Weisse Adler               | 3-1 | 22-25, 25-22, 25-20, 25-17        |
| 06-02     | Suntory Sunbirds - Toray Arrows            | 3-1 | 25-23, 22-25, 25-20, 25-19        |
| 06-02     | JT Thunders Hiroshima - Sakai Blazers      | 3-2 | 23-25, 25-15, 25-16, 23-25, 15-12 |
| 06-02     | WolfDogs Nagoya - Nagano Tridents          | 3-0 | 25-17, 25-22, 25-19               |
| 06-02     | Panasonic Panthers - JTEKT Stings          | 3-1 | 30-28, 26-24, 24-26, 25-22        |
| 06-02     | FC Tokyo - Oita Weisse Adler               | 3-1 | 26-24, 22-25, 31-29, 25-20        |
| 12-02     | WolfDogs Nagoya - JT Thunders Hiroshima    | 3-2 | 25-22, 25-20, 23-25, 21-25, 15-13 |
| 13-02     | WolfDogs Nagoya - JT Thunders Hiroshima    | 3-1 | 25-23, 21-25, 25-21, 25-19        |
| 19-02     | Toray Arrows - Oita Weisse Adler           | 3-0 | 25-23, 25-21, 25-22               |
| 19-02     | Panasonic Panthers - JT Thunders Hiroshima | 3-0 | 25-19, 25-13, 25-19               |
| 19-02     | Nagano Tridents - Sakai Blazers            | 0-3 | 21-25, 18-25, 21-25               |
| 20-02     | Toray Arrows - Oita Weisse Adler           | 3-0 | 25-21, 25-22, 25-12               |
| 20-02     | Nagano Tridents - Sakai Blazers            | 0-3 | 20-25, 20-25, 19-25               |
| 20-02     | Panasonic Panthers - JT Thunders Hiroshima | 3-1 | 25-20, 20-25, 28-26, 25-18        |
| 26-02     | Toray Arrows - WolfDogs Nagoya             | 0-3 | 21-25, 22-25, 23-25               |
| 26-02     | Sakai Blazers - Panasonic Panthers         | 3-2 | 23-25, 28-26, 25-23, 20-25, 18-16 |
| 26-02     | Suntory Sunbirds - Nagano Tridents         | 3-1 | 22-25, 25-18, 25-15, 25-19        |
| 26-02     | Oita Weisse Adler - JTEKT Stings           | 0-3 | 15-25, 20-25, 18-25               |
| 27-02     | Toray Arrows - WolfDogs Nagoya             | 3-0 | 25-22, 28-26, 25-23               |
| 27-02     | Sakai Blazers - Panasonic Panthers         | 3-1 | 25-20, 20-25, 25-21, 25-21        |
| 27-02     | Suntory Sunbirds - Nagano Tridents         | 3-0 | 25-23, 25-21, 25-23               |
| 05-03     | Sakai Blazers - FC Tokyo                   | 3-0 | 25-19, 25-17, 25-19               |
| 05-03     | Panasonic Panthers - Toray Arrows          | 1-3 | 19-25, 25-22, 23-25, 31-33        |
| 05-03     | Nagano Tridents - JT Thunders Hiroshima    | 2-3 | 25-15, 20-25, 23-25, 25-18, 11-15 |
| 06-03     | Panasonic Panthers - Toray Arrows          | 3-0 | 25-21, 25-17, 25-16               |
| 06-03     | Nagano Tridents - JT Thunders Hiroshima    | 0-3 | 18-25, 22-25, 19-25               |
| 12-03     | JT Thunders Hiroshima - Oita Weisse Adler  | 3-0 | 25-19, 25-22, 25-11               |
| 12-03     | Panasonic Panthers - Suntory Sunbirds      | 3-0 | 26-24, 25-22, 25-15               |
| 12-03     | FC Tokyo - Toray Arrows                    | 0-3 | 18-25, 18-25, 22-25               |
| 13-03     | JT Thunders Hiroshima - Oita Weisse Adler  | 3-0 | 25-22, 25-23, 25-21               |
| 13-03     | Panasonic Panthers - Suntory Sunbirds      | 3-1 | 25-17, 25-18, 23-25, 29-27        |
| 13-03     | FC Tokyo - Toray Arrows                    | 3-1 | 25-17, 27-29, 20-25, 27-29        |
| 18-03     | Suntory Sunbirds - Sakai Blazers           | 3-1 | 19-25, 25-23, 25-19, 25-21        |
| 19-03     | Toray Arrows - JTEKT Stings                | 3-0 | 25-23, 25-16, 25-21               |
| 19-03     | JT Thunders Hiroshima - WolfDogs Nagoya    | 1-3 | 25-23, 18-25, 17-25, 19-25        |
| 19-03     | Oita Weisse Adler - Panasonic Panthers     | 0-3 | 16-25, 16-25, 11-25               |
| 19-03     | Nagano Tridents - FC Tokyo                 | 1-3 | 25-23, 22-25, 23-25, 20-25        |
| 19-03     | Suntory Sunbirds - Sakai Blazers           | 3-2 | 21-25, 18-25, 25-19, 25-15, 15-7  |
| 20-03     | Toray Arrows - JTEKT Stings                | 3-1 | 25-20, 25-22, 25-27, 25-23        |
| 20-03     | Oita Weisse Adler - Panasonic Panthers     | 0-3 | 16-25, 22-25, 16-25               |
| 20-03     | JT Thunders Hiroshima - WolfDogs Nagoya    | 1-3 | 14-25, 25-18, 17-25, 18-25        |
| 20-03     | Nagano Tridents - FC Tokyo                 | 3-1 | 25-21, 21-25, 25-22, 25-19        |
| 23-03     | WolfDogs Nagoya - JTEKT Stings             | 3-1 | 18-25, 25-19, 25-16, 25-22        |
| 26-03     | Toray Arrows - JT Thunders Hiroshima       | 3-2 | 25-18, 25-17, 26-28, 26-28, 15-10 |
| 26-03     | Sakai Blazers - JTEKT Stings               | 3-2 | 25-22, 24-26, 19-25, 25-15, 15-11 |
| 26-03     | WolfDogs Nagoya - Suntory Sunbirds         | 3-0 | 32-30, 25-21, 25-18               |
| 26-03     | Nagano Tridents - Oita Weisse Adler        | 3-1 | 25-19, 25-21, 19-25, 25-20        |
| 26-03     | FC Tokyo - Panasonic Panthers              | 0-3 | 18-25, 18-25, 22-25               |
| 27-03     | Toray Arrows - JT Thunders Hiroshima       | 2-3 | 17-25, 25-19, 25-21, 25-27, 13-15 |
| 27-03     | Sakai Blazers - JTEKT Stings               | 3-0 | 25-21, 25-23, 25-22               |
| 27-03     | WolfDogs Nagoya - Suntory Sunbirds         | 3-1 | 25-22, 15-25, 25-23, 25-21        |
| 27-03     | Nagano Tridents - Oita Weisse Adler        | 2-3 | 25-20, 19-25, 32-30, 21-25, 13-15 |
| 27-03     | FC Tokyo - Panasonic Panthers              | 0-3 | 21-25, 12-25, 24-26               |
| 30-03     | Sakai Blazers - FC Tokyo                   | 3-1 | 25-22, 25-19, 21-25, 25-20        |
| 30-03     | WolfDogs Nagoya - JTEKT Stings             | 3-0 | 25-15, 25-22, 25-18               |
| 02-04     | JTEKT Stings - Suntory Sunbirds            | 0-3 | 25-27, 25-27, 17-25               |
| 02-04     | WolfDogs Nagoya - Panasonic Panthers       | 3-1 | 22-25, 25-22, 25-23, 25-15        |
| 03-04     | JTEKT Stings - Suntory Sunbirds            | 1-3 | 25-20, 22-25, 19-25, 21-25        |
| 03-04     | WolfDogs Nagoya - Panasonic Panthers       | 1-3 | 23-25, 25-23, 25-27, 19-25        |

#### Classifica
| Pos. | Squadra               | Pt | G  | V  | P  | Ratio | SV | SP  | Ratio | PF    | PS    | Ratio |
| ---- | --------------------- | -- | -- | -- | -- | ----- | -- | --- | ----- | ----- | ----- | ----- |
| 1.   | WolfDogs Nagoya       | 80 | 36 | 27 | 9  | 0,750 | 90 | 45  | 2,000 | 3 149 | 2 682 | 1,170 |
| 2.   | Suntory Sunbirds      | 74 | 36 | 27 | 9  | 0,750 | 86 | 50  | 1,720 | 3 122 | 2 805 | 1,110 |
| 3.   | Panasonic Panthers    | 77 | 36 | 25 | 11 | 0,690 | 89 | 46  | 1,930 | 3 217 | 2 881 | 1,120 |
| 4.   | Toray Arrows          | 76 | 36 | 25 | 11 | 0,690 | 85 | 50  | 1,700 | 3 106 | 2 916 | 1,070 |
| 5.   | Sakai Blazers         | 72 | 36 | 24 | 12 | 0,670 | 82 | 50  | 1,640 | 2 929 | 2 871 | 1,020 |
| 6.   | JT Thunders Hiroshima | 47 | 34 | 15 | 19 | 0,440 | 65 | 67  | 0,970 | 2 934 | 2 927 | 1,000 |
| 7.   | JTEKT Stings          | 45 | 36 | 15 | 21 | 0,420 | 60 | 74  | 0,810 | 2 829 | 2 905 | 0,970 |
| 8.   | FC Tokyo              | 30 | 34 | 9  | 25 | 0,260 | 40 | 81  | 0,490 | 2 483 | 2 853 | 0,870 |
| 9.   | Oita Weisse Adler     | 15 | 36 | 6  | 30 | 0,170 | 29 | 101 | 0,290 | 2 509 | 3 138 | 0,800 |
| 10.  | Nagano Tridents       | 18 | 36 | 5  | 31 | 0,140 | 35 | 97  | 0,360 | 2 720 | 3 020 | 0,900 |

      Qualificate alla finale play-off scudetto
      Qualificate alla semifinale play-off scudetto
      Al Challenge Match.

### Play-off scudetto
|  | Semifinali | Semifinali         | Semifinali |                  |   | Finale | Finale          | Finale | Finale |  |
|  |            |                    |            |                  |   |        |                 |        |        |  |
|  |            |                    |            |                  |   | 1      | WolfDogs Nagoya | 3      | 017    |  |
|  |            |                    |            |                  |   | 1      | WolfDogs Nagoya | 3      | 017    |  |
|  |            |                    | 2          | Suntory Sunbirds | 0 | 325    |                 |        |        |  |
|  | 2          | Suntory Sunbirds   | 2          | Suntory Sunbirds | 0 | 325    | 125             |        |        |  |
|  | 2          | Suntory Sunbirds   |            |                  |   |        |                 |        |        |  |
|  | 3          | Panasonic Panthers | 321        |                  |   |        |                 |        |        |  |

#### Semifinale
| Gara unica |                                       |     |                                              |
|            |                                       |     |                                              |
| 09-04      | Suntory Sunbirds - Panasonic Panthers | 2-3 | 19-25, 25-19, 23-25, 25-21, 10-15, GS: 25-21 |

#### Finale
| Gara 1 |                                    |     |                     |
|        |                                    |     |                     |
| 10-04  | WolfDogs Nagoya - Suntory Sunbirds | 3-0 | 25-19, 28-26, 25-21 |

| Gara 2 |                                    |     |                                |
|        |                                    |     |                                |
| 17-04  | WolfDogs Nagoya - Suntory Sunbirds | 0-3 | 16-25, 21-25, 17-25, GS: 17-25 |

### Challenge match
|  | Finale |                      |   |   |   |  |
|  |        |                      |   |   |   |  |
|  | 9      | Oita Weisse Adler    | 2 | 3 | 5 |  |
|  | 2VL    | Kawasaki Red Spirits | 3 | 1 | 4 |  |

|  | Finale |                 |   |   |   |  |
|  |        |                 |   |   |   |  |
|  | 10     | Nagano Tridents | 2 | 3 | 5 |  |
|  | 1VL    | Voreas Hokkaido | 3 | 2 | 5 |  |

| Gara 1 |                                         |     |                                   |
|        |                                         |     |                                   |
| 09-04  | Oita Weisse Adler - Fujitsu Red Spirits | 2-3 | 20-25, 22-25, 25-21, 25-19, 13-15 |
| 09-04  | Nagano Tridents - Voreas Hokkaido       | 2-3 | 31-33, 25-19, 25-21, 18-25, 12-15 |

| Gara 2 |                                         |     |                                   |
|        |                                         |     |                                   |
| 10-04  | Oita Weisse Adler - Fujitsu Red Spirits | 3-1 | 29-27, 25-21, 34-36, 25-19        |
| 10-04  | Nagano Tridents - Voreas Hokkaido       | 3-2 | 35-37, 25-19, 22-25, 25-14, 15-10 |

## Classifica finale
| Pos                 | Squadra               | Qualificazione                    |
| ------------------- | --------------------- | --------------------------------- |
| Giappone (bandiera) | Suntory Sunbirds      | Campionato asiatico per club 2023 |
| 2                   | WolfDogs Nagoya       |                                   |
| 3                   | Panasonic Panthers    |                                   |
| 4                   | Toray Arrows          |                                   |
| 5                   | Sakai Blazers         |                                   |
| 6                   | JT Thunders Hiroshima |                                   |
| 7                   | JTEKT Stings          |                                   |
| 8                   | FC Tokyo              |                                   |
| 9                   | Oita Weisse Adler     |                                   |
| 10                  | Nagano Tridents       |                                   |

## Premi individuali
| Premio                     | Nome                 | Squadra               |
| -------------------------- | -------------------- | --------------------- |
| MVP della finale           | Masaki Oya           | Suntory Sunbirds      |
| Miglior allenatore         | Kota Yamamura        | Suntory Sunbirds      |
| Miglior spirito combattivo | Bartosz Kurek        | WolfDogs Nagoya       |
| Miglior esordiente         | Tatsunori Ōtsuka     | Panasonic Panthers    |
| Miglior esordiente         | Go Murayama          | JTEKT Stings          |
| Miglior realizzatore       | Krisztián Pádár      | Toray Arrows          |
| Miglior attaccante         | Bartosz Kurek        | WolfDogs Nagoya       |
| Miglior muro               | Kentarō Takahashi    | Toray Arrows          |
| Miglior servizio           | Krisztián Pádár      | Toray Arrows          |
| Miglior ricevitore         | Tomohiro Ogawa       | WolfDogs Nagoya       |
| Miglior difesa             | Shoma Tomita         | Toray Arrows          |
| Sestetto ideale            | Masahiro Yanagida    | Suntory Sunbirds      |
| Sestetto ideale            | Bartosz Kurek        | WolfDogs Nagoya       |
| Sestetto ideale            | Kenta Takanashi      | WolfDogs Nagoya       |
| Sestetto ideale            | Akihiro Yamauchi     | Panasonic Panthers    |
| Sestetto ideale            | Kentarō Takahashi    | Toray Arrows          |
| Sestetto ideale            | Masaki Oya           | Suntory Sunbirds      |
| Miglior libero             | Tomohiro Ogawa       | WolfDogs Nagoya       |
| Premio fair play           | Kentarō Takahashi    | Toray Arrows          |
| Premio fair play           | Taishi Onodera       | JT Thunders Hiroshima |
| Premio fair play           | Kento Miyaura        | JTEKT Stings          |
| Premio fair play           | Luiz Fonteles        | JTEKT Stings          |
| Premio d'onore             | Ryousuke Tsubakiyama | WolfDogs Nagoya       |
| Premio d'onore             | Dai Tezuka           | Toray Arrows          |
| Premio d'onore             | Takashi Dekita       | Sakai Blazers         |
| Premio d'onore             | Naoya Shiraiwa       | WolfDogs Nagoya       |
| Premio d'onore             | Tetsu Yamachika      | WolfDogs Nagoya       |
| Premio d'onore             | Shunsuke Chijiki     | Sakai Blazers         |
| Premio d'onore             | Shō Sagawa           | Sakai Blazers         |
| Premio d'onore             | Sogo Watanabe        | Panasonic Panthers    |
| Premio d'onore             | Issei Maeda          | WolfDogs Nagoya       |
| Premio d'onore             | Hideomi Fukatsu      | Panasonic Panthers    |
| Premio Yasutaka Matsudaira | Kota Yamamura        | Suntory Sunbirds      |
| Miglior GM                 | Yuhei Furuhata       | Voreas Hokkaido       |

## Statistiche
| Rendimento individuale | Rendimento individuale | Rendimento individuale | Rendimento individuale |
| Pos.                   | Nome                   | Punti                  | Squadra                |
| ---------------------- | ---------------------- | ---------------------- | ---------------------- |
| 1                      | Bartosz Kurek          | 915                    | WolfDogs Nagoya        |
| 2                      | Krisztián Pádár        | 870                    | Toray Arrows           |
| 3                      | Thomas Edgar           | 837                    | JT Thunders Hiroshima  |
| 4                      | Sharone Vernon-Evans   | 714                    | Sakai Blazers          |
| 5                      | Kento Miyaura          | 651                    | JTEKT Stings           |
| 6                      | Dmitrij Musėrskij      | 567                    | Suntory Sunbirds       |
| 7                      | Bryan Bagunas          | 564                    | Oita Weisse Adler      |
| 8                      | Rivan Nurmulki         | 559                    | Nagano Tridents        |
| 9                      | Michał Kubiak          | 520                    | Panasonic Panthers     |
| 10                     | Jonas Kvalen           | 479                    | FC Tokyo               |

| Attacchi vincenti | Attacchi vincenti    | Attacchi vincenti | Attacchi vincenti     |
| Pos.              | Nome                 | Punti             | Squadra               |
| ----------------- | -------------------- | ----------------- | --------------------- |
| 1                 | Bartosz Kurek        | 814               | WolfDogs Nagoya       |
| 2                 | Thomas Edgar         | 750               | JT Thunders Hiroshima |
| 3                 | Krisztián Pádár      | 728               | Toray Arrows          |
| 4                 | Sharone Vernon-Evans | 607               | Sakai Blazers         |
| 5                 | Kento Miyaura        | 573               | JTEKT Stings          |
| 6                 | Rivan Nurmulki       | 500               | Nagano Tridents       |
| 7                 | Bryan Bagunas        | 478               | Oita Weisse Adler     |
| 8                 | Dmitrij Musėrskij    | 467               | Suntory Sunbirds      |
| 9                 | Michał Kubiak        | 450               | Panasonic Panthers    |
| 10                | Jonas Kvalen         | 419               | FC Tokyo              |

| Muri vincenti | Muri vincenti        | Muri vincenti | Muri vincenti         |
| Pos.          | Nome                 | Punti         | Squadra               |
| ------------- | -------------------- | ------------- | --------------------- |
| 1             | Kentarō Takahashi    | 104           | Toray Arrows          |
| 2             | Taishi Onodera       | 82            | JT Thunders Hiroshima |
| 3             | Ryōta Denda          | 77            | WolfDogs Nagoya       |
| 4             | Yūki Higuchi         | 72            | Sakai Blazers         |
| 5             | Akihiro Yamauchi     | 71            | Panasonic Panthers    |
| 5             | Peng Shikun          | 71            | Suntory Sunbirds      |
| 7             | Go Murayama          | 70            | JTEKT Stings          |
| 8             | Sharone Vernon-Evans | 67            | Sakai Blazers         |
| 9             | Takashi Dekita       | 63            | Sakai Blazers         |
| 10            | Bryan Bagunas        | 62            | Oita Weisse Adler     |

| Battute vincenti | Battute vincenti     | Battute vincenti | Battute vincenti      |
| Pos.             | Nome                 | Punti            | Squadra               |
| ---------------- | -------------------- | ---------------- | --------------------- |
| 1                | Krisztián Pádár      | 91               | Toray Arrows          |
| 2                | Dmitrij Musėrskij    | 76               | Suntory Sunbirds      |
| 3                | Masahiro Yanagida    | 65               | Suntory Sunbirds      |
| 4                | Kento Miyaura        | 54               | JTEKT Stings          |
| 5                | Shoma Tomita         | 53               | Toray Arrows          |
| 6                | Thomas Edgar         | 47               | JT Thunders Hiroshima |
| 7                | Sharone Vernon-Evans | 40               | Sakai Blazers         |
| 7                | Bartosz Kurek        | 40               | WolfDogs Nagoya       |
| 9                | Kōta Yamada          | 34               | Oita Weisse Adler     |
| 10               | Peng Shikun          | 33               | Suntory Sunbirds      |